# Dysschema leonina
Dysschema leonina là một loài bướm đêm thuộc phân họ Arctiinae, họ Erebidae.